# Shayna Jack
Shayna Jack (Brisbane, 6 de novembro de 1998) é uma nadadora australiana.

## Carreira
Em maio, no Campeonato Australiano de Natação de 2022, realizado em Adelaide, Jack alcançou os tempos de qualificação para o Campeonato Mundial de Esportes Aquáticos de 2022 e para os Jogos da Commonwealth de 2022 em dois eventos individuais, vencendo os 50 metros livres com um tempo de 24,14 segundos e ficando em segundo lugar nos 100 metros livres atrás de Mollie O'Callaghan com um tempo de 52,60 segundos.
No Campeonato Mundial de Esportes Aquáticos de 2022, com competição de natação disputada na Danube Arena em Budapeste, Hungria, em junho, Jack ganhou sua primeira medalha do campeonato no revezamento 4x100 metros livre, dividindo 52,65 para a quarta etapa do revezamento para ajudar a ganhar a medalha de ouro em um tempo final de 3:30,95. Ela ganhou sua segunda e última medalha três dias depois no revezamento medley misto 4x100 metros, nadando a parte de estilo livre do revezamento final em 52,92 segundos para contribuir para o tempo vencedor da medalha de prata de 3:41,34 junto com os companheiros de equipe do revezamento final Kaylee McKeown (costas), Zac Stubblety-Cook (nado peito) e Matthew Temple (borboleta).
No Campeonato Australiano de Natação de 2023, em Gold Coast, Queensland, Jack ganhou a medalha de prata nos 100 metros livres com um tempo de qualificação para o Campeonato Mundial de Esportes Aquáticos de 2023 de 52,64 segundos, terminando 0,01 segundos atrás da medalhista de ouro Mollie O'Callaghan e 0,58 segundos à frente do próximo competidor mais rápido. No segundo dia, ela ganhou a medalha de ouro nos 50 metros livres com um tempo de qualificação para o Campeonato Mundial de 24,45 segundos. No quarto dos quatro dias, ela ganhou a medalha de bronze nos 200 metros livres com 1:55.37.